# トレンティーノの戦い
トレンティーノの戦い  (イタリア語: Battaglia di Tolentino 　ドイツ語: Schlacht bei Tolentino) は、1815年5月2日から3日にかけて、ナポリ王国のトレンティーノ（現イタリア・マルケ州）付近で行われた戦闘。ナポレオン戦争末期の百日天下の時期に、ナポレオン派のナポリ王ジョアッキーノ1世（ジョアシャン・ミュラ）が、ウィーン会議で自らの王位が剥奪されようとしているのを阻止するためにオーストリア帝国に宣戦布告したが、次第に戦況はオーストリアに有利になっていた。決戦となったトレンティーノの戦いはオーストリア（第七次対仏大同盟）軍の大勝に終わり、ナポリ王国（両シチリア王国）にボルボーネ朝（ブルボン家）が復活する契機となった。

## 背景
1815年4月末までに、ミュラは戦争初期に得た優位を失っていた。アダム・アルベルト・フォン・ナイペルクとフレデリック・ビアンキの率いるオーストリアの二軍団がアペニン山脈の両側に分かれて進撃してきたため、ミュラはまず西側のビアンキ軍を撃破した後にすぐさまナイペルク軍にあたるという作戦を立てた。これは、ワーテルローの戦いの前にナポレオンがイギリス軍、プロイセン軍を続けざまに破った作戦に似通っている。
トレンティーノ付近でビアンキ軍と衝突しようと考えたミュラは、ナイペルク軍の進軍を妨害するためミケーレ・カラスコサ率いる小部隊を派遣し、自らは本軍を率いてトレンティーノに向かった。4月29日、オーストリア方のハンガリー軽騎兵の先遣隊がトレンティーノを急襲し、ここに駐留していたナポリ軍の小部隊を破った。これに続きオーストリア軍前衛にトレンティーノを確保されたため、ミュラはマチェラータの北東に布陣した。ビアンキはミュラの策を看破し、逆にミュラの作戦進行をできる限り遅滞させる方針をとった。オーストリア軍はサン・カテルヴォ教会を起点に防衛線を張り、ランチア城、マエスタ教会、聖ヨハネ教会に部隊を置いた。決戦を急ぐミュラはビアンキ軍に向かって進軍し、両軍は5月2日に衝突した。

## 戦闘
5月2日の夜明け、スフォルツァコスタへと延びる谷を挟んでの砲撃戦によって戦端が開かれた。ミュラは先にトレンティーノを制圧していたオーストリア軍の不意を突くことに成功した。ナポリ軍はスフォルツァコスタ付近で敵の司令官ビアンキを包囲し捕らえかけたが、すんでのところでハンガリー軽騎兵の一部隊がビアンキを救出した。朝になって、ナポリ軍はポッレンツァに集中し、激しい戦闘が繰り広げられた。この日の戦闘はオーストリア軍の前哨基地ランチア城付近で展開し、何度も形勢が変わった。2日の戦闘が終わった時点ではナポリ軍が若干優勢でモンテ・ミローネなどの地を確保していたが、オーストリア軍も堅牢な防衛体制を維持していた。.
翌3日の朝は霧が発生し、朝7時まで戦闘開始が遅れた。まずナポリ軍はランチア城やカンタガッロの丘の奪取に成功し、ここを拠点にオーストリアの防衛線に何度も攻撃を仕掛けた。ミュラの近衛連隊を含む歩兵隊は、モンテ・ミローネを駆け下りオーストリア軍左翼に突撃した。
しかしナポリ軍は、敵の騎兵による反撃を予想して方陣を組んだが、これが失着だった。騎兵突撃は行われず、代わりにオーストリア歩兵と砲兵が激しい一斉射撃を浴びせかけた。オーストリアの将軍ヨハン・フリードリヒ・フォン・モーは自軍右翼へのナポリ軍の攻撃を跳ね返し続け、ついにナポリ軍はポッレンツァに退いた。さらに悪いことに、スカペッツァノの戦いでナイペルク軍がカラスコサ軍を破り、こちらへ近づいているという報告や、イギリス海軍がシチリア軍を南イタリアに上陸させてミュラらの後方を脅かしているというデマがミュラの元に届いた。実際には、イギリス海軍はミュラの気付かぬうちにナポリとアンコーナの封鎖に動いていた。
ここでミュラは撤退命令を出し、戦闘はオーストリア軍の勝利に終わった。

## その後
ナポリに逃げ帰ったミュラだったが、陸からオーストリア軍が、海からイギリス軍が迫る状況ではもはや手立てもなく、ついにデンマークの船乗りに変装してコルシカへ脱出した。1815年5月20日、オーストリアとナポリはカサランツァ条約を結び、フェルディナンド4世がナポリ王に復帰した。